# Museu das Marinhas
O Museu das Marinhas é um museu de história e etnografía situado na população espanhola de Betanzos. Localiza-se no antigo convento de Santo Domingo de Betanzos e foi inaugurado em 1983. No mesmo edifício encontram-se o arquivo e a biblioteca municipal, e ademais, edita-se a revista cultural Anuário Brigantino.

## História

### Sé
A sé do museu foi convento de Santo Domingo, construído entre os séculos XVI e XVIII. Inaugurou-se o 25 de fevreiro de 1983. Após fechar para realizar uma restauração, voltou a abrir-se o 17 de maio de 1993. Seu diretor é o betanceiro Ángel Arcay Barral.
O testamento de Antonio González de Sosa de 1558 outorga a sua propriedade à ordem religiosa de Santo Domingo. Essa ordem aproveitou o legado e instalou-se na cidade com quatro confesores e um predicador, numa "casa do hórreo" a extramuros da cidade. Essa casa e sua capilla foram o primeiro convento. Em 1558 o vicario Cristóbal de Mendoza aprovou a criação de um convento e a igreja, deixando atrás a antiga capilla. Naquela época, esses terreios eram o chamado campo da feira de San Roque, na parroquia de Brabío. Em 1680 inaugurou-se seu altar e em 1714 terminou-se a torre barroca da igreja.
Em 1615, o então novo convento converteu-se em priorato, isto é, contava com mais de doze frailes. No entanto, em 1821 a lei proibia os conventos de menos de 20 pessoas, e teve que fechar até o ano seguinte, quando depois de queixas se lhe concedeu permissão para continuar como tal.
Com o trienio liberal, os dominicos foram expulsas do convento e fechou-se. Nesse ano perderam-se escritos e livros do arquivo e decretou-se o derrubo do convento. No entanto, o Conde de Taboada impediu-lhes derrubar o convento essa vez. Assim mesmo, em 1843 o cabildo quis demoler o edifício mas não se levou a cabo por falta de orçamento.

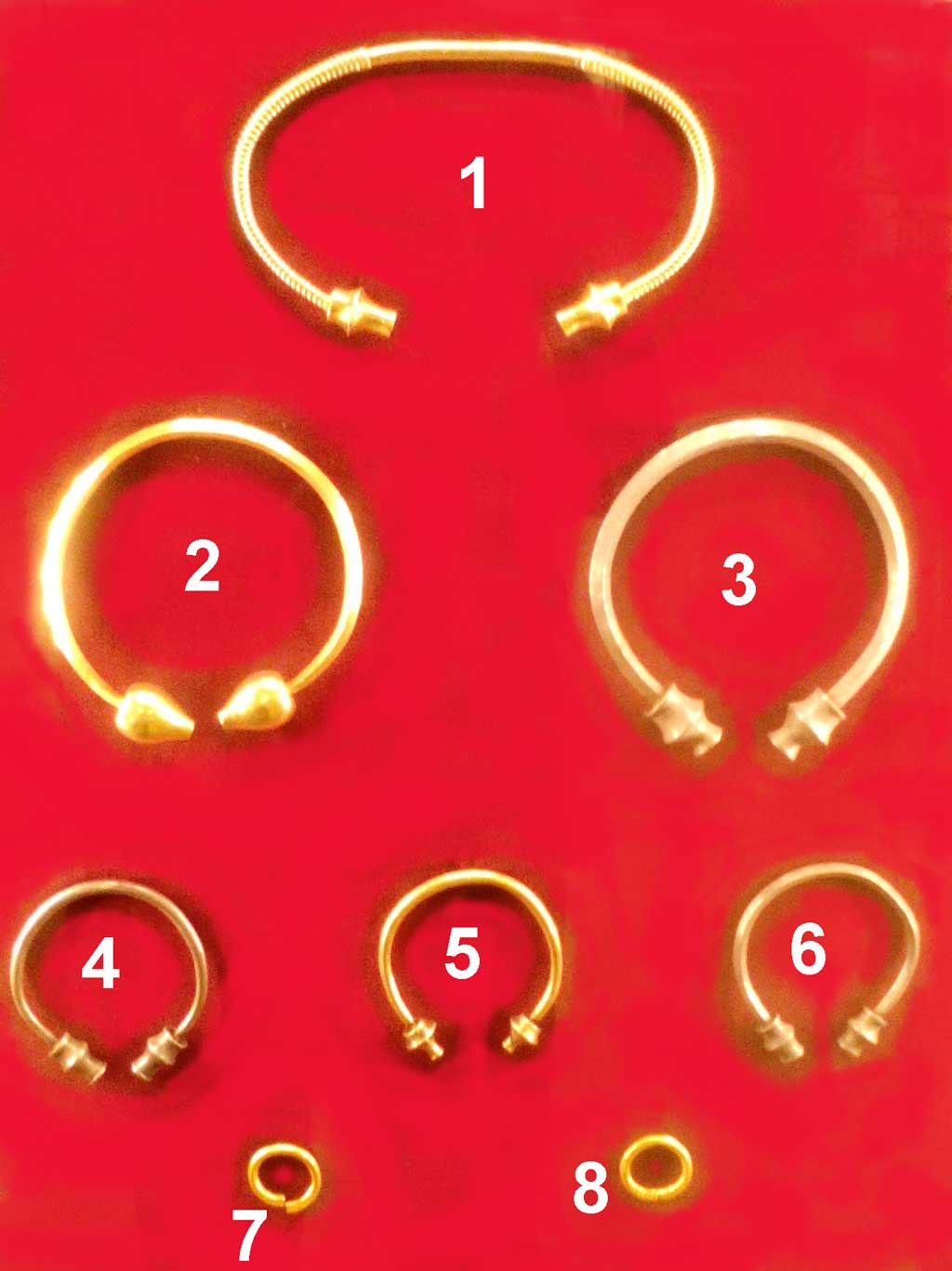
Orfebrería galaica no Museu das Marinhas. Colecção Rafael Seoane. 1 Torque de Ouro, tipo asturnorgalaico. 2 Torque de ouro, tipo galaico nororiental. 3 Torque de prata, Sobrado duas Monxes. 4 Brazalete de prata, Sobrado dos Monxes. 5 Pulseira de ouro, Astorga. 6 Pulseira de prata, Sobrado duas Monxes. 7-8 Aros de ouro, possivelmente castrexos.

### Criação do museu
Desde a saída dos dominicos, o convento utilizou-se para diversas funções, destacando o ser a sé da policia civil de Caballería, que esteve ali até 1981. Também foi sede do ensino secundário com uma cátedra de desenho ou o lugar onde se inaugurou o Teatro Alfonsetti em 1882, entre muitas outras funções.
Em fevereiro de 1983 inaugurou-se o novo Museu das Marinhas. No entanto, o edifício não estava em boas condições e o museu foi trasladado à Avenida de Linares Rivas. Ao finalizar as obras em 1993, o museu voltou ao antigo convento. Com essa nova abertura do centro passou a denominar-se "Centro Cultural Santo Domingo" e albergava o Museu das Mariñas, a biblioteca municipal "Castelao" e o Arquivo Municipal de Betanzos.

## Colecções
O museu está dividido em dous andares. No primeiro há uma mostra de elementos etnográficos e históricos, depois a planta organiza-se em salaos temáticos.
No térreo expõem-se peças históricas das comarcas vinculadas a Betanzos. Uma parte tem a exposição de jóias galaicas da segunda Idade do Ferro, como torques e pulseras. Outra parte da planta mostra vários restos medievais, como sepulcros de diferentes personalidades do clero, a nobreza e a villa de Betanzos. Destacam o possível médico Fernán Peres de Andrade (s. XIV) e sua esposa Sancha Rodríguez, Nuno Freire de Andrade (s. XV), Andrade "O Jovem" (c. XV) ou irmandinhos como Afonso de Carvallido.
Na primeira planta encontram-se as portas do Arquivo do Hospital de San Antonio de Padua, Betanzos, de 1674, bem como óleos do apostolado da Escola de Rubens que procedem de Amberes . Também conta com um pequeno museu dedicado ao traje, com teias, trajes de festa, vestidos galegos ou chicotes. Na planta alta também destacam uma colecção dos símbolos do governo republicano espanhol, do movimento nacionalista galego e das Irmandades dá Fala de Betanzos. Cabe destacar a homenagem a Daniel Rodríguez Castelao e as revistas do Rexurdimento e dos Jogos Florais de Betanzos, que depois deram origem ao Anuário Brigantino.

## Galeria
- Escudo de Betanzos.
- Sepulcro de Afonso de Carvallido, lider da REvolta irmandinha
- Representacións de aras romanas.
- Estela funeraria romana de Oza-Cesuras.
- Andrade "O Mozo" o escudo de Betanzos, entre otros.
- Bandera republicana y de las Irmandades da Fala de Betanzos.
- Homenaje a Castelao.
- Estatua de Jesús García Naveira.
- Muestra de rocas.
- Azulejos del Parque del Pasatiempo.
- Globo de Betanzos.